# Antonovits-kúria (Bácsalmás)
Az Antonovits-kúria vagy Antunovich-kúria a Bács-Kiskun vármegyei Bácsalmáson található. Jelenleg a Szent Kereszt Felmagasztalása római katolikus plébánia és kápláni lak található a falai közt.

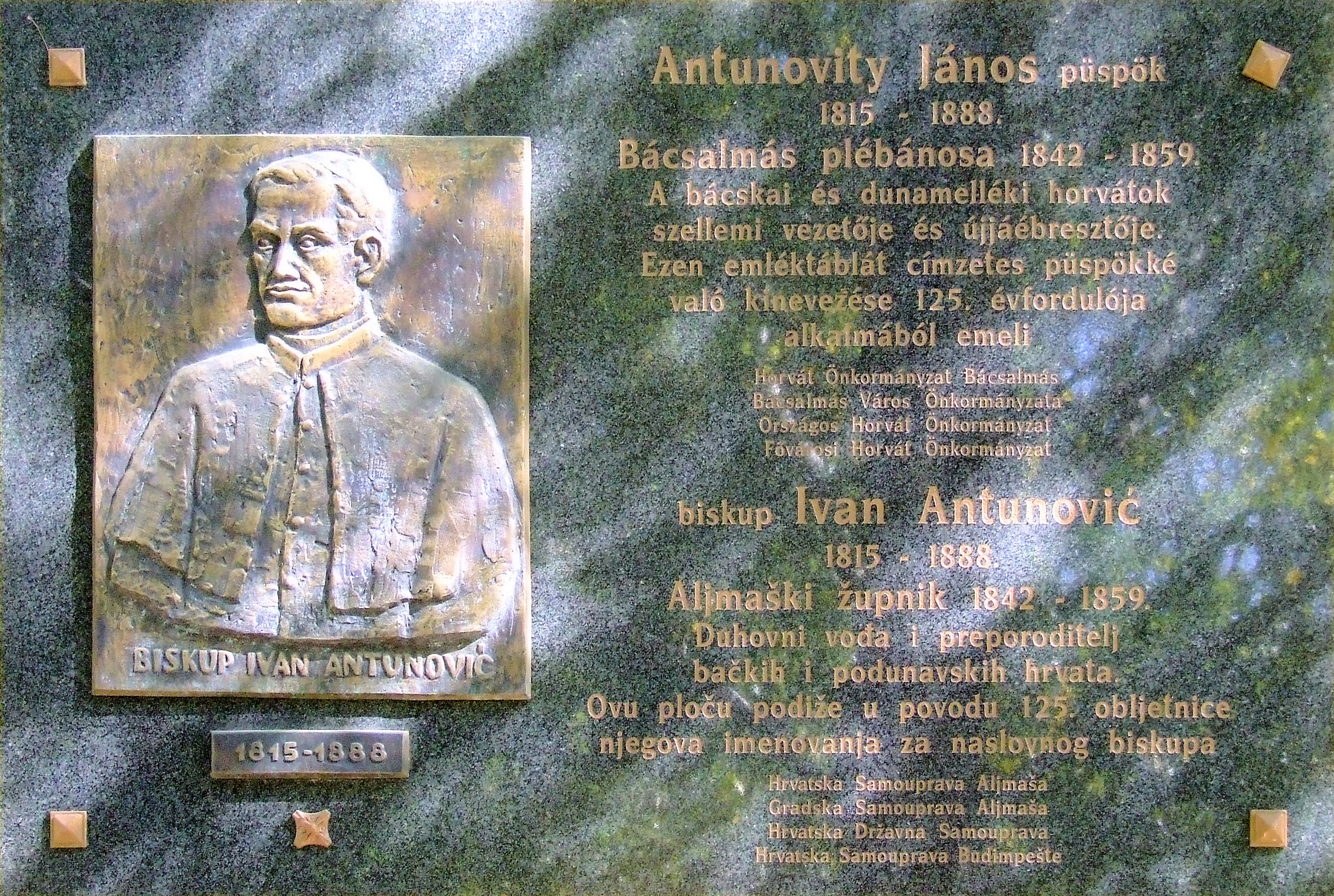
Antunovich János püspök, plébános emléktáblája az épület falán

## Története
Az Antonovits család 1751-ben Mária Teréziától címeres nemeslevelet kapott Antonovits Janics titeli várkapitány és gyermekeinek a határőrvidéken végzett szolgálatainak elismeréseképpen. A család adományait és címeit 1803-ban I. Ferenc király megerősítette, a többi almási nemesi családdal egyetemben. Ettől kezdve használhatták az almási előnevet. Az 1841-es nemesi összeíráskor Almás legnagyobb nemesi családja voltak. A kúriát az 1820-as, 30-as években építették. Az építtető nagy valószínűséggel almási nemes Antonovits Albert császári és királyi kamarás, Bács-Bodrog vármegye alispánja volt. Leszármazottai, feltételezhetően Antunovich János (horvátul: Ivan Antunović) plébános, későbbi püspök 1858-ban plébánia céljára eladta az épületet az egyháznak. A XX. század az épület udvari részét kibővítették és három káplánlakást építettek hozzá. Az 1970-es rekonstrukció során az udvarban álló gazdasági épületeket elbontották és új épületekhez használták fel köveiket.

## Felépítése
Az épület főhomlokzata 2+3+2 osztású, közepén enyhén előreugró rizalittal, melynek teteján timpanon látható mezejében feszülettel. A rizalit két szélén 2-2, az ablakok között 1-1 klasszikus jón oszlopfővel ellátott féloszlop látható. Az épület eredetileg T alaprajzú volt, az utcai oldalon a szobák, az udvari nyúlványban az étkező kapott helyet. Az épületet udvari része az átépítések következtében jelentősen megváltozott az eredeti állapothoz képest.